# Plaine
Plaine (en alemany Blen) és un municipi francès, situat a la regió del Gran Est, al departament del Baix Rin. L'any 2007 tenia 1.000 habitants.
Forma part del cantó de Mutzig, del districte de Molsheim i de la Comunitat de comunes de la Vall de la Bruche.

## Demografia
| 1962 | 1968 | 1975 | 1982 | 1990 | 1999 |
| ---- | ---- | ---- | ---- | ---- | ---- |
| 629  | 711  | 651  | 672  | 709  | 795  |

## Administració
| Període | Identitat        | Partit |
| ------- | ---------------- | ------ |
| 2001-   | Pierre Grandadam | UMP    |